# Suick
Suick Lure Company är en amerikansk tillverkare av träwobbler. Suick-wobbler används främst vid fiske av gädda, den saknar haksked och har en metallsked i aktern, en liknande konstruktion som River Run Manta.